# People’s Democratic Organisation for Independence and Socialism
Die People’s Democratic Organisation for Independence and Socialism (PDOIS) (deutsch „Demokratische Volksorganisation für Unabhängigkeit und Sozialismus“) ist eine sozialistische Partei in Gambia. Der Wahlspruch der Partei lautet: „Freiheit, Würde und Wohlstand“ (englisch „Liberty, Dignity and Prosperity“).

## Geschichte
Die Partei wurde am 31. Juli 1986 gegründet. Zum Vorsitzenden wurde Sidia Jatta gewählt. Weitere Personen mit Leitungsfunktionen waren Halifa Sallah (Generalsekretär), Amie Sillah (Secretary to Women and Child Affairs) und Sam Sarr (Secretary to the Information Bureau).
Bei den Präsidentschaftswahlen vom 18. Oktober 2001 kam ihr Anführer Sidia Jatta an die fünfte Stelle mit 3,2 Prozent der Stimmen. Bei den letzten Parlamentswahlen für die National Assembly am 17. Januar 2002 gewann die Partei drei von 48 Sitzen.

## Wahlergebnisse
| \| Wahlergebnisse \| Wahlergebnisse \| Wahlergebnisse \| Wahlergebnisse \| Wahlergebnisse \| \| Wahl \| Jahr \| Stimmenanzahl \| Stimmenanteil \| Sitze oder Präsidentschaftskandidat \| \| --------------- \| -------------- \| -------------- \| -------------- \| ----------------------------------- \| \| Parlament \| 1987 \| 2.069 \| 1,0 % \| 0 von 36 \| \| Parlament \| 1992 \| 4.632 \| 2,3 % \| 0 von 36 \| \| Präsidentschaft \| 1996 \| 11.337 \| 2,9 % \| Sidia Jatta \| \| Parlament \| 1997 \| 24.272 \| 7,9 % \| 1 von 45 \| \| Präsidentschaft \| 2001 \| 13.841 \| 2,9 % \| Sidia Jatta \| \| Parlament \| 2002 \| ca. 12.864 \| 13,6 % \| 2 von 48 \| \| Präsidentschaft \| 2006 \| \| \| Koaliation innerhalb der NADD \| \| Parlament \| 2007 \| \| \| Koaliation innerhalb der NADD \| \| Präsidentschaft \| 2011 \| \| \| \| \| Parlament \| 2012 \| \| \| \| | Stimmanteile (in %) 15%10% 5% 0% 87929697010206071112 |               |               |                                     |
| Wahlergebnisse |                                                       |               |               |                                     |
| Wahl | Jahr                                                  | Stimmenanzahl | Stimmenanteil | Sitze oder Präsidentschaftskandidat |
| Parlament | 1987                                                  | 2.069         | 1,0 %         | 0 von 36                            |
| Parlament | 1992                                                  | 4.632         | 2,3 %         | 0 von 36                            |
| Präsidentschaft | 1996                                                  | 11.337        | 2,9 %         | Sidia Jatta                         |
| Parlament | 1997                                                  | 24.272        | 7,9 %         | 1 von 45                            |
| Präsidentschaft | 2001                                                  | 13.841        | 2,9 %         | Sidia Jatta                         |
| Parlament | 2002                                                  | ca. 12.864    | 13,6 %        | 2 von 48                            |
| Präsidentschaft | 2006                                                  |               |               | Koaliation innerhalb der NADD       |
| Parlament | 2007                                                  |               |               | Koaliation innerhalb der NADD       |
| Präsidentschaft | 2011                                                  |               |               |                                     |
| Parlament | 2012                                                  |               |               |                                     |